# Фарсанз
Тиберій Юлій Фарсанз або Фарнак II (*Τιβέριος Ἰούλιος Φαρσανζης, д/н —254) — цар Боспору в 252/253—254 роках.

## Життєпис
Походив з династії Тиберіїв Юліїв. Старший син боспорського царя Рескупоріда V, можливо від першого шлюбу. Стосовно Фарсанза замало відомостей. Деякі дослідники вважають, що він став співволодарем батька 242 року, з самого початку правління Рескупоріда V. Втім більшість дотримується думки, що Фарсанз напевне став царем-співправителем у 252 або 253 році внаслідок внутрішньої кризи, викликаної поразками від германських племен готів, герулів та боранів. 
Ймовірно уклав договір з остготами, підкріплений шлюбом Фарсанза з готською принцесою. Водночас готи стали федератами Боспорського царства. Втім він раптово помер у 254 році (можливо його було вбито антиготською партією) на чолі з батьком або братами. За іншою версією Фарсанз загинув під час потужного землетрусу, який відбувся десь у середині 250-х років. 
Наступником у 258 році став середній брат Сингес.